# San Clemente (Cacabelos)
San Clemente es una localidad integrante de la pedanía Villabuena-San Clemente perteneciente al municipio de Cacabelos, situado en la comarca de El Bierzo.
Está situado en la carretera a Villabuena desde Cacabelos.

## Demografía
Tiene una población de 36 habitantes, con 19 hombres y 17 mujeres.